# Nördlicher Steinwald

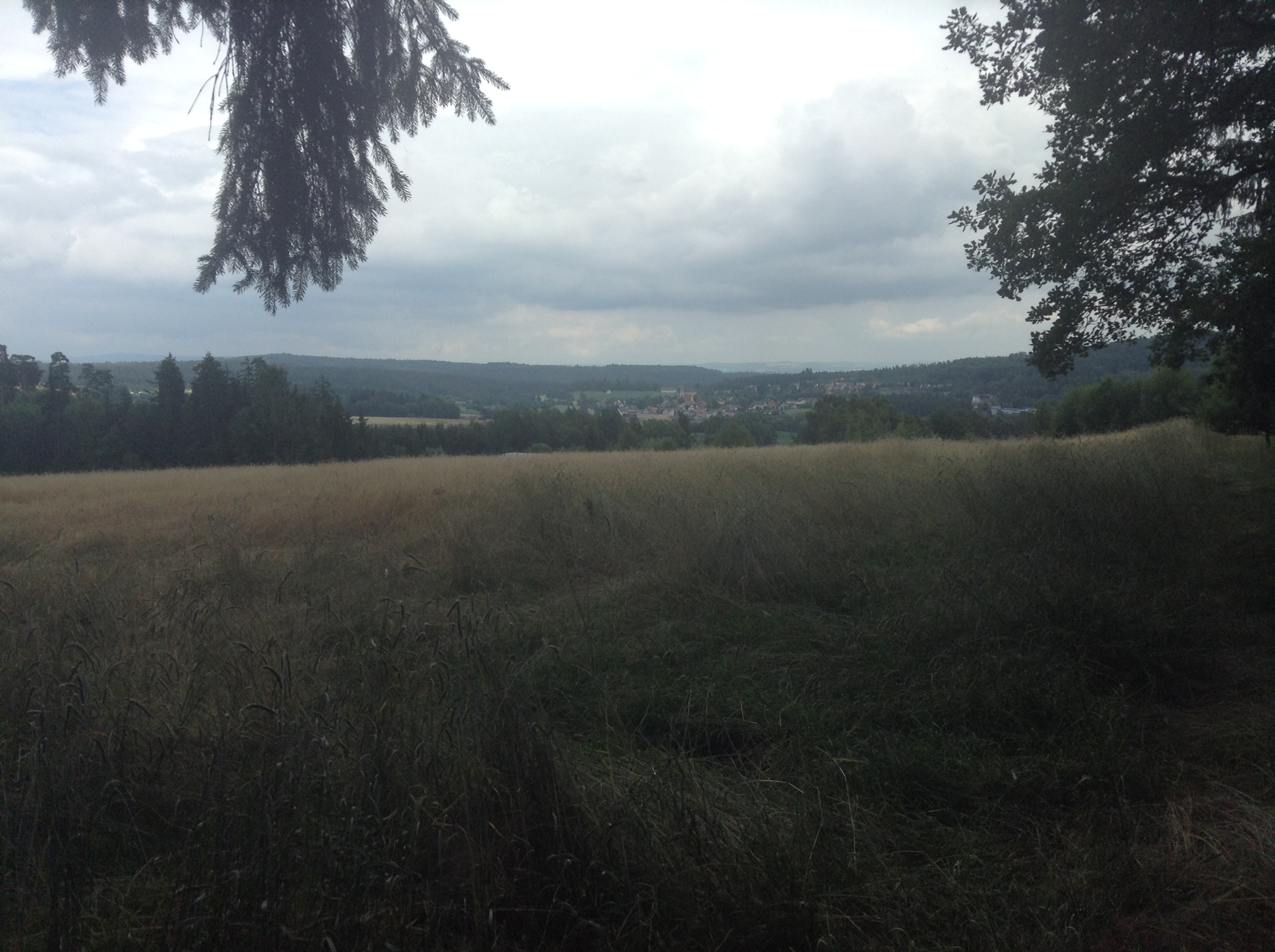
Blick vom Wappenstein über Pechbrunn zum Großen Teichelberg

Als Nördlicher Steinwald wird das Gebiet des Großen und Kleinen Teichelberg sowie des Pechofener Waldes im oberpfälzischen Landkreis Tirschenreuth in Bayern bezeichnet, der im südöstlichen Fichtelgebirge liegend sowohl Gebietsanteile am Steinwald als auch am Reichsforst hat. Da auch der oberfränkische Landkreis Wunsiedel im Fichtelgebirge in seiner naturräumlichen Gliederung den restlichen Reichsforst als (Nördlichen) Steinwald (394-C) bezeichnet, ist faktisch die Bezeichnung Nördlicher Steinwald ein Synonym für den Naturraum Pechbrunner Basaltgebiet (mit Reichsforst) im Fichtelgebirge.

## Beschreibung

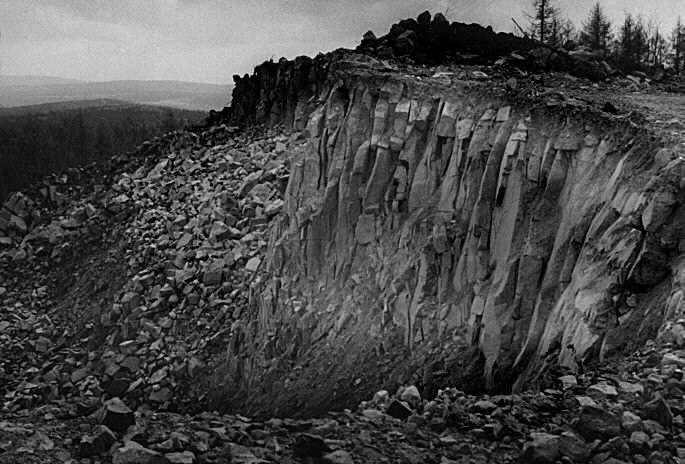
Basaltsteinbruch im Gebiet des Nördlichen Steinwalds

Das Gebiet grenzt sich deutlich geologisch vom südlichen Teil ab. Naturräumlich ist es ein Teil des Fichtelgebirges. Im Nördlichen Steinwald befinden sich ebenso wie in der Kemnather Senke mehrere Basaltkegel. Es sind Vulkanruinen, bei denen der Lavastrom in einem Kamin an die Erdoberfläche aufstieg und dort erstarrte. Im Laufe von Jahrmillionen ist das sie umgebende weichere Auswurfmaterial abgetragen worden, so dass das harte Basaltgestein in Säulen an die Oberfläche trat.
Das gemeindefreie Gebiet mit einer Fläche von 10,889 km² wurde mit Wirkung zum 1. Juli  2000 aufgelöst und unter den angrenzenden Gemeinden Pullenreuth (9,5554 km²), Erbendorf (1,3279 km²) und Waldershof (0,6250 km²) aufgeteilt.
Die noch andauernden Auswirkungen des Vulkanismus sind die zahlreichen Mineralquellen der Umgebung. Sie entspringen im König-Otto-Bad bei Wiesau, in Kondrau bei Waldsassen, in Pechbrunn (Silvana-Heilquelle), in Hohenberg an der Eger (Carolinenquelle), in Erbendorf und in Bad Neualbenreuth. Der letzte nachgewiesene aktive Vulkanismus fand vor ca. 200.000 Jahren bei Bad Neualbenreuth statt. Zwischen dem Teichelberg und dem Roßkopf verläuft ein Abschnitt der Europäischen Hauptwasserscheide. Der Großteil des nördlichen Steinwalds entwässert über die Elbe in die Nordsee. Sowohl die Bahnstrecke Weiden–Oberkotzau als auch die Autobahn A 93 durchschneiden das Gebiet des Pechofener Walds in Nord-Süd-Richtung.

## Basalterhebungen
- Kleiner Teichelberg, 740 m
- Roßkopf, 725 m
- Steinknock, 708 m
- Steinberg, 705 m
- Ruheberg, 692 m
- Großer Teichelberg, 683 m (Steinbruch)
- Geißberg, 672 m
- Wappenstein, 672 m
- Büchlberg, 647 m (Nebengipfel mit Skilift und Sommerrodelbahn)
- Hirschentanz, 644 m (Steinbruch)

## Karten
- Fritsch Wanderkarte Nr. 52 Naturpark Fichtelgebirge, 1:50.000
- Bayerisches Landesvermessungsamt München, Topografische Karte 1:25.000, Naturpark Steinwald

## Naturschutz
Der südliche Teil des Großen Teichelbergs, das Tal des Seibertsbaches und der Steinhügel nördlich von Pechbrunn sind als FFH-Schutzgebiet ausgewiesen.  Die potenzielle natürliche Vegetation des nördlichen Steinwalds wäre ein Waldmeister-Tannen-Buchenwald im Komplex mit Waldgersten-Tannen-Buchenwald.